# Шведов, Игорь Александрович
Игорь Александрович Шведов (5 ноября 1924 года — 23 февраля 2001 года) — журналист, прозаик, драматург, актёр, режиссёр, просветитель, создатель Киевского Театра Исторического Портрета (1978—2001), ветеран Великой Отечественной войны. Народный артист Украинской ССР (1991).

## Биография
Родился Игорь Александрович 5 ноября 1924 года в Климове Брянской области. Рано остался сиротой — мать умерла в 1928 году, отец, репрессированный в 1937 году, погиб в ссылке в Воркуте. Мальчик воспитывался у тётки в Ромнах. По окончании школы на средства Всеобуча учился в Путивльском педучилище. Там же, в Путивле, с началом Великой Отечественной войны, стал бойцом истребительного батальона Руднева-Ковпака. Позднее, в декабре 1941 года, прибавив себе год, добровольцем ушёл на фронт. Оказался в Москве в учебном корпусе, и затем был отправлен на фронт в разведроту . 16 апреля 1945 года Игорь Шведов был тяжело ранен под Берлином (считался погибшим), войну окончил инвалидом II группы.

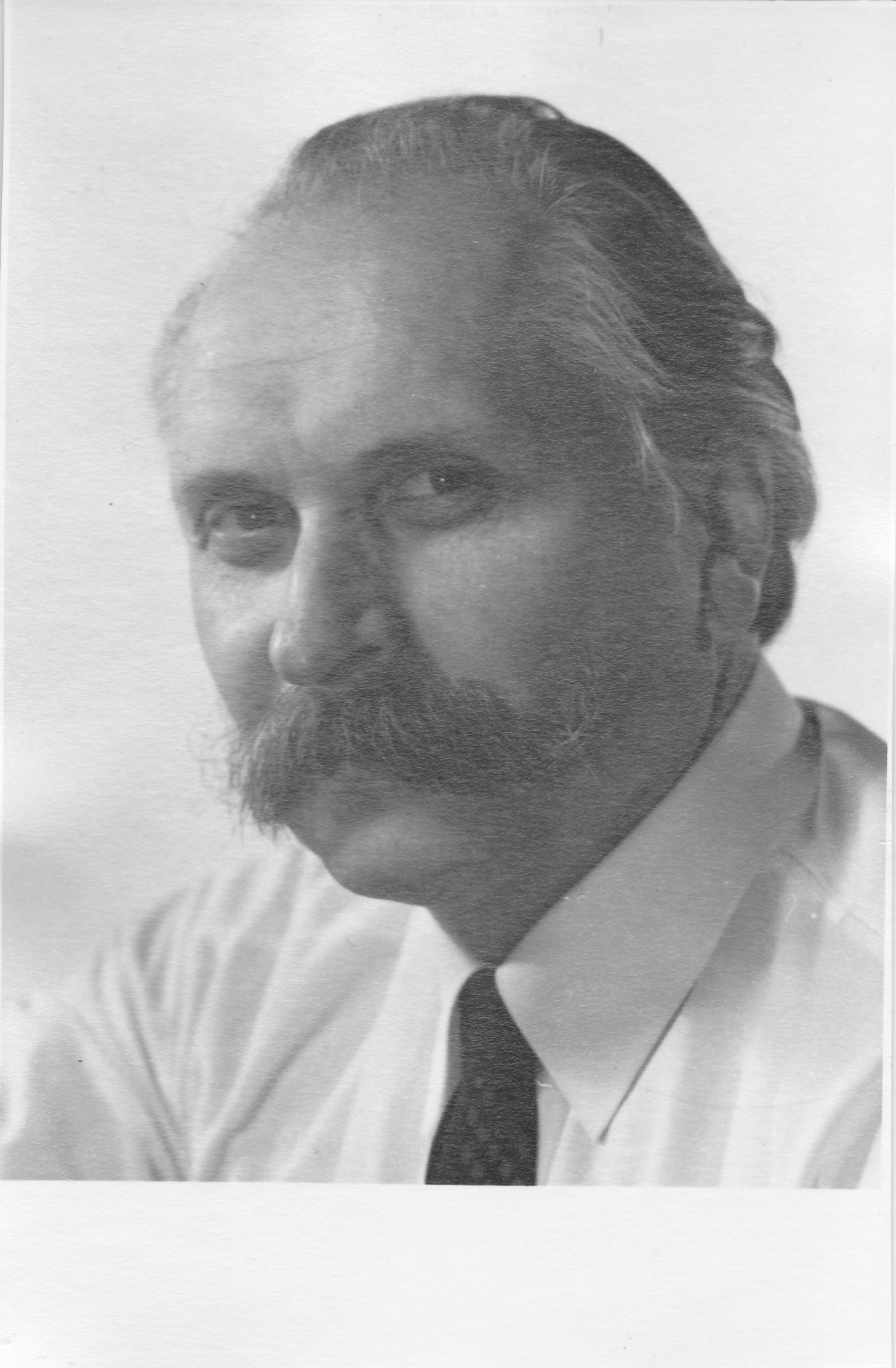
Киев, 1977 год.

В послевоенные годы полностью посвятил себя литературной и сценической деятельности. Работал в газетах «Молодь Украины», «Молодёжь Молдавии», «Советская Молдавия», «Советская культура».
Как журналист, Игорь Александрович много ездил по стране, выезжал на целину, в Польшу. События жизни того времени нашли отображение на страницах его первых книг: «На новых землях», «Современность стучит в двери», «От вашего собственного корреспондента».
Со временем все больше его привлекала литературная работа. В 1952 году Шведов становится членом Союза писателей Украины . Писатель опубликовал двухтомный роман «Актеры» о современном украинском театре, книги «Алексей Александрович Васильев», «Так начиналось…», «Искусство убеждать» и другие.
Одиннадцать его пьес были поставлены театрами Киева, Одессы, Чернигова, Екатеринбурга, нижнего Новгорода и других городов. Более двадцати лет (!!!) не сходила со сцены Московского театра «Ромэн» его пьеса «Ром Баро», в которой дебютировал Народный артист СССР Николай Сличенко и сменилось несколько поколений цыганских артистов. И несколько лет он был членом коллегии по драматургии Министерства культуры Украины, работал с молодыми драматургами, помогая им воплощать на сцене свои произведения.
В 1975 году Игорь Шведов основывает в Киеве Театр Исторического Портрета (ТИП), располагавшийся на улице Чкалова (нынеОлеся Гончара) в котором до последних дней своей жизни неизменно был и художественным руководителем, и автором, и исполнителем всех спектаклей. Он всегда стремился осмыслить самые главные события нашей истории и современности, прикоснуться к личностям, которые двигали этот мир, привнося в него новые идеи, мощные импульсы творческой энергии.
Много лет Игорь Александрович листал для слушателей страницы своей театральной устной книги, с которых вставали революционеры, исполненные стремления изменить мир, изобретатели, гетманы, артисты, музыканты, фронтовики — ветераны Великой Отечественной войны. Рядом со Шведовым на сцене всегда был пианист, который создавал музыкальное оформление повествования. Эпизоды с музыкой всегда производили яркое эмоциональное впечатление на публику . Да и сам Игорь Александрович обладал необыкновенной харизмой и мощной энергетикой. Он погружал зрителей в созданную им атмосферу порой так глубоко, что после его традиционных слов: «Это точка устной документальной книги» слушатели не могли выйти из оцепенения. И прежде чем начинали звучать аплодисменты, воцарялась звенящая пауза, после которой Шведов иногда говорил: «Спасибо вам за эту тишину». Зал не только взрывался овацией каждый раз, но и, как правило, люди непременно стремились зайти за кулисы и пожав писателю руку, поблагодарить его за необыкновенное впечатление, получить автограф, пригласить на выступление в свой город или на предприятие.
Всесоюзной фирмой грамзаписи «Мелодия» — ведущей звукозаписывающей компанией Советского Союза — были созданы виниловые пластинки с тремя спектаклями из цикла «Лениниана. XX век»: «УТРО ПЕРВОГО ДНЯ» о выдающемся полководце Михаиле Васильевиче Фрунзе (1977), «ДВА ОТКРОВЕНИЯ» (романтическая баллада в двух частях: часть первая «Любовь» и часть вторая «Ненависть») о жизни писателя Николая Островского (1979) и «А ДО РОССИИ — РУКОЙ ПОДАТЬ!» о революционерке, писательнице Инессе Арманд (1985).
В 1980-х годах несколько его спектаклей также были записаны на государственном украинском телевидении и транслировались в эфире.
Созданные им, удивительные по познавательности и эмоциональному восприятию, устные документально-мемориальные книги цикла «Лениниана. XX век», историческая дилогия «Иван Мазепа», спектакль «Звезды, хлеб и ветер», посвящённый выдающемуся изобретателю в области космических исследований Юрию Кондратюку, спектакль-реквием «Запоминайте их…», поставленный ко Дню Победы в Великой Отечественной войне, литературно-музыкальные моноспектакли «Александр Вертинский», «Фредерик Шопен», «Иисус Христос» и другие пользовались огромной популярностью в аудиториях многих украинских городов и сел, а также за рубежом — в Польше, Германии, Венгрии, Монголии.
Дважды театр Игоря Шведова выступал в воюющем Афганистане. Впечатления от увиденного вылились в устную документальную книгу «Афганистан — годы борьбы и надежд». Побывал театр и в Чернобыле во время ликвидации аварии на атомной электростанции.
В планах автора были постановки спектаклей о киевском архитекторе Владиславе Городецком, писателе Жюле Верне, композиторе Дмитрии Бортнянском, но — не судьба…
Игорь Александрович Шведов отошёл в вечность 23 февраля 2001 года. Похоронен на Байковом кладбище.
Кроме творческой деятельности, Игорь Шведов был членом Правления общества «Знание» Украины, членом редколлегии журнала «Трибуна», одним из основателей клуба «Интеллект Украины».

## Награды и звания
- Лауреат Всесоюзного конкурса мастеров искусств (1971);
- Заслуженный деятель искусств УССР (1975);
- Народный артист Украинской ССР (1991)[1].

## Творчество
- Роман АКТЕРЫ Игоря Шведова (1953) на сайте «Букинист»  (недоступная ссылка)
- Аудиозаписи книг Игоря Шведова (моноспектаклей Театра Исторического Портрета) «Утро первого дня» (1977), «Два откровения» (1979), «А до России рукой подать» (1985) (виниловые пластинки фирмы грамзаписи «Мелодия»)
- ИСКУССТВО УБЕЖДАТЬ Игоря Шведова в Российской государственной библиотеке
- ТАК НАЧИНАЛОСЬ… Игоря Шведова (Десять повествований о Ленине и ленинцах : Из цикла «Лениниана. XX век»)
- ТРИ УКРАИНСКИХ ПОРТРЕТА: МАЗЕПА, ВЕРТИНСКИЙ, КОНДРАТЮК — устные документальные книги Игоря Шведова (Киев, 2002) — книга издана при содействии Главы Киевской городской государственной администрации.

## Интересные факты
- История пгт Климово — как Орловщина стала Брянщиной